# Стручни испити у Србији
Стручни испит је испит који се полаже ради обављања неких послова. Њима се доказују стручност у теоријском и практичном знању у области за коју се полаже. Стручни испити се полажу код надлежног министарства или коморе. Положени стручни испити у иностранству се не признају у Републици Србији.
Поједини стручни испити захтевају да се обави приправнички стаж (попут стручних испита за медицинско особље), док други не захтевају (попут државног стручног испита за државне службенике).
У Србији постоје стручни испити попут архивског, за посреднике у промету и закупу непокретности, адвокатског, библиотекарског, правосудни, јавнобележничког, за медицинско особље, државне службенике, матичаре, за заштиту културних добара...

## Стручни испит за медицинско особље
Да би полагао стручни испит, кандидат мора обавити приправнички стаж у трајању од 6 месеци у континуитету, код државне или приватне медицинске праксе која обавља делатност у којој кандидат полаже стручни испит уз нека ограничења.
Па тако доктор денталне медицине, орални хигијеничари, стоматолошке сестаре и зубни техничари могу радити приправнички у општој денталној медицини, осим дела приправничког стажа из максилофацијалне хирургије и ортопедије вилица, који се обавља у здравственој установи или приватној пракси која је регистрована за обављање делатности максилофацијалне хирургије и ортопедије вилица.
Након обављеног приправничког стажа, полаже се стручни испит који се састоји од општег и посебног дела. У општем делу испита се проверава знање прописа којима се уређује радни односи, пензионо и инвалидско осигурање, здравствена заштита, здравствено осигурање, лекови и медицинска средства и права пацијената. Док се на посебном делу испита проверавају знања за самостално предузимање и обављање медицинских мера, поступака и активности у обављању здравствене делатности.

## Стручни испит за државне службенике
Државни службени испит полажу државни службеник који је засновао радни однос на неодређено време, ако нема положен државни стручни испит, односно други испит који је у складу са законом прописан као изузетак од полагања државног стручног испита, лице које је на пробном раду и приправник у државном органу. 
Постоје два државна стручна испита, први је за особе са средњошколском дипломом, а други је за особе са високошколском дипломом.
Стручни испит за особе са високошколским образовањем полажу испитне предмете за:
1. Уставно уређење;
2. Систем државне управе;
3. Управни поступак и управни спор;
4. Канцеларијско пословање;
5. Радно законодавство;
6. Основи система Европске уније.

Стручни испит за особе са средњошколским образовањем полажу испитне предмете за:
1. Уставно уређење;
2. Управни поступак и управни спор;
3. Канцеларијско пословање;
4. Радно законодавство;
5. Основи система Европске уније.